# بيلي هودسون
بيلي هودسون (بالإنجليزية: Billy Hodgson)‏ (9 يوليو 1935 في المملكة المتحدة - 2022) هو مدرب كرة قدم ولاعب كرة قدم إسكتلندي في مركز جناح ‏. لعب مع ديربي كاونتي وسانت جونستون وشيفيلد يونايتد وليستر سيتي ونادي روذرهام يونايتد ونادي يورك سيتي وهاميلتون أكاديميكال ونادي غيلفورد سيتي.

## وصلات خارجية
- بيلي هودسون على موقع قاعدة بيانات كرة القدم.إي يو (الإنجليزية)